# Приступачни туризам
Приступачни туризам или доступни туризам је континуирани напор да се осигура да туристичке дестинације, производи и услуге буду приступачни свим људима, без обзира на њихова физичка или интелектуална ограничења, инвалидитет или године. Обухвата туристичке локације у јавном и приватном власништву и којима управља. Циљ приступачног туризма је стварање инклузивности свих укључујући и оне који путују са децом, особе са инвалидитетом, као и старије особе. Ово омогућава онима са захтевима за приступ да могу да функционишу као независни користећи производе који прате принцип универзалног дизајна, низ услуга и различита окружења.

## Дефиниција
Иако још увек не постоји званична и општеприхваћена дефиниција приступачног туризма, један од најчешће коришћених је она коју су дали   Дарси и Диксон (2009):
Приступачан туризам је облик туризма који омогућава људима са различитим захтевима за мобилност, вид, слух и когнитивне димензије да функционишу независно, једнако и достојанствено када користе универзално дизајниране производе, услуге и окружења у туризму
Сам израз „приступ“ у овој дефиницији означава одсуство баријера у коришћењу објеката, и као такав, посматран  у оквиру тржишта туризма и угоститељства, првенствено подразумева доступност смештајаних капацитета особама са инвалидитетом.

## Опште информације
Имајући у виду да само у Европи има преко 80 милиона људи са неким обликом инвалидности,  да особе са инвалидитетом чине  5-20% укупне свестске популације као и да се предвиђања Светске здравствене организације, да тај број из године у годину расте тржиште приступачног туризма има велики развојни потенцијал који је за сада, нажалост, прилично занемарена.
Приступачне или доступни туризам је у ствари туризам прилагођен свим корисницима. Овај појам је постао веома популаран у свету и све чешће се користи, наконј што је све већи број компанија у овој области туризма почело да прилагођава своје производе и услуге свим људима, јер су уочили потенцијал да сада недовољно покривено тржиште добије нове кориснике.
На глобалном нивоу постоје милиони објеката за одмор и конзумирање хране и пића, али изненађујуће мало њих нуди приступачне собе, купатила или сопствени ресторан и/или кафе просторе и баште за особе са инвалидитетом.  Такође у области туризма постоје бројни проблеми од којих када, су у питању особе са инвалидитетом, треба истаћи следеће:
- Необразовано стручно особље за пружање информација и савета о питањима приступачности
- Неприступачне услуге резервације и повезане веб странице које обједињују услуге доступне особама са инвалидитетом
- Недостатак доступних аеродрома и услуга превоза за особе са инвалидитетом,
- Недоступност прилагођених и приступачних хотелских соба, ресторана, продавница, тоалета и јавних места,
- Неприступачне улице и саобраћајне услуге,
- Недостатак доступних података о објектима, услугама, изнајмљивању опреме и туристичким атракцијама погодним за особе са инвалидитетом

Имајући ово на уму, адаптацијом једне или две собе, или приступом ресторану или кафићу, бољим приступом и квалитетним информацијама  решили би се многи проблеми особа са инвалидитетом у туризму и тиме би ти објекти и поједине дестинације добили компаративну предност.
Један део објеката на глобалном нивоу већ одавно нуди елегантне, простране собе које су приступачне особама са смањеном покретљивошћу и инвалидитетом, а све већи број ресторана и кафића је почео да се прилагођава приступачној инфраструктури и тоалетима.
Приступачан туризам омогућава свим људима да учествују и уживају у туристичким искуствима. Више људи има различите потребе, било да су оне везане за физичко стање или не. На пример, старији и мање мобилни људи имају потребе за приступом, што може постати велика препрека приликом путовања. Дакле, приступачан туризам укључује туристичке дестинације, производе и услуге које су доступне свим људима, без обзира на њихова физичка ограничења, инвалидитет или године. Ово укључује туристичке локације, објекте и услуге у јавном и приватном власништву.
Последњих неколико година Светска туристичка организација све више пажње посвећује развоју и промоцији одрживог туризма. Одрживи туризам подразумева управљање ресурсима задовољавањем основних потреба, поштовањем уставних и људских норми, стварањем благостања и просперитета за друштво у целини, узимајући у обзир потребе и туриста и њихових домаћина. Посебан акценат је стављен на особе са смањеном покретљивошћу као чланове друштва. Урбанизација и технолошки напредак омогућили су повећање друштвене укључености и више могућности за особе са инвалидитетом.